# Вилья-Уркиса (Буэнос-Айрес)
Вилья-Уркиса (исп. Barrio Villa Urquiza) — один из районов Буэнос-Айреса. Район ограничен улицами Crisólogo Larralde, Galván, Núñez, Vías del F.G.B.M., Tronador, Franklin D. Roosevelt, Estomba, Monroe, Rómulo Naón, La Pampa и Av. de los Constituyentes. Район граничит с районом Сааведра на северо-востоке, Кольян и Бельграно, Вилья-Ортузар и Парке Час на юге и на западе Вилья-Пуэйрредон. 

## Описание
Традиционно рассматривается как жилой район низкой плотности и преимущественно заселён средним классом, в последние годы в районе Вилья-Уркиса началось масштабное коммерческое строительство, в основном вокруг улиц Avenida Triunvirato и Olazabal. Этот рост оправдан в связи со строительным бумом начавшимся в городе с 2003 года, а также в связи с продлением линии метро B, которая позволила жителям района за нескольких минут добираться до центра столицы.

## Линия метро B
Продление линии B началось в 1999 году, когда мэр Буэнос-Айреса, Фернандо де ла Руа подписал контракт на строительство линии, с целью улучшить дорожное движение на авениде Монро рядом с железнодорожной станцией Villa Urquiza. В то время считалось, что станции Тронадор и Лос-Инкас будут построены в 2001 году и что в течение первого квартала 2003 года вступят ещё две станции: Эчеверрия и Вилья-Уркиса. Тем не менее, национальный финансовый кризис и отложил всю работу на более большой срок, чем ожидалось, но работы не были приостановлены.
Таким образом, 9 августа 2003 года Анибал Ибарра открыл новые станции: Тронадор и Лос-Инкас - Парке Час, в окрестностях района Вилья-Уркиса, а конкретно находятся в районах Вилья-Ортузар и Парке Час.
Второй этап продления линии B начался 5 ноября 2004 года. С помощью этого нового продления открыты две новых станции (Эчеверрия и Хуан Мануэль де Росас) и пересадка на Ferrocarril Mitre. Линия метро B, соединяющая центр города с окраинами, протянулась на более чем 12 км и менее чем в 2 км от магистрали Авенида Хенераль Пас. Стоимость строительства двух новых станций составила 100 млн песо, и планировалось завершить строительство за 36 месяцев к 19 ноября 2007 г. Однако, в связи с избранием нового мэра в Буэнос-Айресе, последовательным сокращением финансирования и техническими проблемами, были задержки в работе, поэтому станции были открыты в 2013 году.

## История
Основателем района Вилья-Уркиса был Франсиско Сибер, бывший капитан, участник парагвайской войны или войны в Парагвае. Бывший впоследствии мэром Буэнос-Айреса между 1889 и 1890 годами, купец и президент Ferrocarril Oeste (Западная железнодорожная компания) и владелец компании Каталины, который построил доки Каталины, расположенные в том месте, сегодня это угол улиц Авенида Леандро Н. Алем и Парагвай, в центре города Буэнос-Айрес.
Окрестности района сочетают старые дома, рядом с построенными недавно многоэтажками.
Земля под строительство была крайне низкой и затопленной, с этой целью привозили землю для возможности заложения фундамента, а кроме того были приобретены некоторые земли, принадлежащие Франциско Кайолю, расположенные в тогдашнем Cuartel Quinto de Belgrano, известном как Ломас Альтас, которые имели около 40 метров над уровнем реки по высоте.
Сибер строил дома для некоторых из своих работников (в основном entrerriano происхождения), где уже в 1887 году проживало около 120 семей.
Сибер также построил в дом, называемый Chalet Urquiza y luego и после завершения работы район получил первоначальное название Вилла-де-Лас-Каталина.
В 1889 году началось строительство Ferrocarril General Bartolomé Mitre — железная дорога (филиал José León Suárez)у, в границах нынешних улиц Монро и Bauness. Кроме того, документально подтверждено, что в 1896 году уже был возведен католический приход «Nuestra Señora del Carmen», расположенный на углу проспекта Avenida Triunvirato и Каллен, это показывает, что в районе велось активное строительство.
Работники, которые работали над проектом, были в основном из провинции Энтре-Риос и после завершения своей работы в доках поселились в этом районе, жители района в 1901 году обратились к правительству с просьбой назвать район в честь президента Хусто Хосе де Уркисы и район в 1902 году был назван его именем.
В этом веке район пережил бум строительства, потому, что линии метро B скоро достигнет авениды Рузвельт и Avenida Triunvirato. В течение последних лет были построены 130 домов в 17 коммунах, ограниченных проспектами avenida Triunvirato, Congreso, Álvarez Thomas и la calle Roosvelt.

## Спорт
В спортивном плане наиболее важным клубом в этом районе является Пиночо Клуб, будучи одним из аргентинских клубов по мини-футболу. "Зеленый" выходил 13 раз в Первый дивизион национального чемпионата по мини-футболу AFA (Аргентина), и 2 раза участвовал в национальном турнире. В 2006 и 2007 году он занял третье место в Клубном чемпионате Южной Америки по мини-футболу.